# Vincent Brome
Vincent Brome [bruːm] (geb. 14. Juli 1910 in London; gest. 16. Oktober 2004 ebenda) war ein britischer Schriftsteller, der sich nach und nach einen Namen als Literat machte. Am bekanntesten ist er für eine Reihe von Biografien von Politikern, Schriftstellern und Anhängern Sigmund Freuds. Er schrieb auch einige Romane und war Dramatiker; insgesamt verfasste er mehr als 35 Bücher.

## Leben
Vincent Brome wurde in London geboren und wuchs dort auch auf. Er besuchte zunächst die Grammar School in Streatham und die Elleston School, schaffte es jedoch nicht, an der Universität zu studieren und fand schließlich Arbeit bei einem Teehändler. Als er 18 Jahre alt war, verließ er sein Elternhaus und beschloss, seinen Lebensunterhalt mit Schreiben zu verdienen. Er ließ sich im Londoner Stadtteil Bloomsbury nieder, wo er bis zum Ende seines Lebens lebte.
Brome begann seine Karriere erst als Journalist und Zeitschriftenredakteur, seine erste Kurzgeschichten-Anthologie wurde 1936 veröffentlicht. Nachdem er für dienstuntauglich erklärt worden war, arbeitete er während des Zweiten Weltkriegs für das britische Informationsministerium. Nach dem Krieg arbeitete Brome unter Michael Young als Rechercheur der Labour Party.
Zum Zeitpunkt seines Todes im Alter von 94 Jahren bewohnte Brome trotz zunehmender Gebrechlichkeit und Taubheit immer noch die Wohnung im dritten Stock, in der er fünfzig Jahre lang gelebt hatte. Achtzehn Kisten mit seinem persönlichen Nachlass befinden sich im Harry Ransom Center der University of Texas at Austin.

## Literarische Karriere
Nach dem Wahlerfolg der Labour Party im Jahr 1945 wandte sich Brome dem Verfassen von Biografien zu. Sein erstes Thema war der neue Premierminister: Clement Attlee. Mit seinem zweiten Werk, einer Biografie über H.G. Wells, hatte er 1950 großen Erfolg, sowohl bei den Kritikern als auch beim Publikum. In der Folgezeit schrieb Brome über das Leben von Sigmund Freud, Carl Jung, Frank Harris, John Boynton Priestley und Havelock Ellis. Zwei seiner literarischen Werke, The Surgeon und The Embassy, wurden zu internationalen Bestsellern. Allerdings wurden seine Werke von der Kritik nicht immer wohlwollend aufgenommen; besonders schlecht kam seine Biografie über Aneurin Bevan an.
Brome besuchte regelmäßig die British Library und war von 1975 bis 1982 Mitglied ihres Beratungsausschusses. Er war auch vehementer Befürworter des Umzugs der Bibliothek vom British Museum in ihr eigenes, eigens errichtetes Gebäude in St Pancras und schrieb sogar zahlreiche Briefe an Organe wie die Times und das Times Literary Supplement, in denen er diesen Umzug lobte.

## Werke
- 1936: My Favourite Quotation OCLC 317524621
- 1947: Clement Attlee Biografie OCLC 1349538
- 1951: H.G. Wells Biografie OCLC 1511502
- 1953: Aneurin Bevan Biografie OCLC 1151461215
- 1954: The Last Surrender OCLC 30189312
- 1957: The Way Back; the story of Lieut.-Commander Pat O'Leary, G.C., D.S.O., R.N., World War II Biografie OCLC 1350074
- 1958: Six Studies in Quarrelling OCLC 488230
- 1959: Frank Harris; the life and loves of a scoundrel Biografie OCLC 271691
- 1959: Sometimes at Night OCLC 11650914
- 1962: We Have Come a Long Way OCLC 4928105
- 1963: The Problem of Progress OCLC 434505
- 1964: Love in Our Time OCLC 4310390
- 1965 Four Realist Novelists: Arthur Morrison, Edwin Pugh, Richard Whiteing, William Pett Ridge OCLC 175673
- 1965: The International Brigades: Spain 1936–1939 OCLC 9434649
- 1967: Freud and His Early Circle Biografie OCLC 271691
- 1967: The World of Luke Simpson OCLC 11946218
- 1967: The Surgeon, Roman, "The operating theater" in the U.S.
- 1969: The Revolution OCLC 25425
- 1970: Confessions of a Writer, Autobiografie OCLC 132440
- 1971: Reverse your Verdict: A Collection of Private Prosecutions OCLC 868833
- 1971: The Brain Operators OCLC 131373
- 1973: The Ambassador and the Spy, Roman OCLC 1341823556
- 1974: The Day of Destruction OCLC 1622627
- 1976: The Happy Hostage OCLC 59790489
- 1978: Jung: Man and Myth Biografie OCLC 50433521
- 1981: Havelock Ellis: Philosopher of Sex Biografie OCLC 1368358797
- 1982: Ernest Jones: Freud's Alter Ego Biografie OCLC 9568524
- 1984: The Day of the Fifth Moon historischer Roman OCLC 59195383
- 1988: J.B. Priestley Biografie OCLC 1121490071
- 1992: The Other Pepys Biografie OCLC 59969229
- 2001: Love in the Plague OCLC 1200473937
- 2001: Retribution OCLC 47149645